# قائمة أعلام دولة الإمارات العربية المتحدة
| علَم | تاريخ                 | يستخدم                            | وصف                                                                                     |
| --- | --------------------- | --------------------------------- | --------------------------------------------------------------------------------------- |
|     | 1971 إلى الوقت الحاضر | علم دولة الإمارات العربية المتحدة | ثلاثة ألوان أفقية من الأخضر والأبيض والأسود مع شريط أرجواني عمودي بعرض 1/4 عند السارية. |

## العلم الرئاسي
| علَم | تاريخ                 | يستخدم                                       | وصف |
| --- | --------------------- | -------------------------------------------- | --- |
|     | 2008 إلى الوقت الحاضر | العلم الرئاسي لدولة الإمارات العربية المتحدة | ثلاثة ألوان أفقية من الأخضر والأبيض والأسود مع شريط أحمر رأسي يبلغ عرضه 1/4 عند السارية مع وجود الشعار في المنتصف. |
|     | 1973-2008             | العلم الرئاسي لدولة الإمارات العربية المتحدة | ثلاثة ألوان أفقية من الأخضر والأبيض والأسود مع شريط أحمر رأسي يبلغ عرضه 1/4 عند السارية مع وجود الشعار في المنتصف. |

## أعلام عسكرية
| علَم | تاريخ                 | يستخدم                                            | وصف                                                                     |
| --- | --------------------- | ------------------------------------------------- | ----------------------------------------------------------------------- |
|     | 1971 إلى الوقت الحاضر | الراية المدنية                                    | علم أحمر مع العلم الوطني على الطرف العلوي الأيسر.                       |
|     | ؟ - حاضر              | علم القوات المسلحة لدولة الإمارات العربية المتحدة | علم أحمر عليه العلم الوطني في الطرف العلوي الأيسر وشعار القوات المسلحة. |
|     | ؟ - حاضر              | علم جيش دولة الإمارات العربية المتحدة             | علم أحمر مع شعار الجيش في المنتصف.                                      |
|     | ؟ - حاضر              | علم القوات الجوية لدولة الإمارات العربية المتحدة  | علم أزرق مع شعار القوات الجوية في المنتصف.                              |
|     | ؟ - حاضر              | علم القوات البحرية لدولة الإمارات العربية المتحدة | علم أبيض مع شعار البحرية في المنتصف.                                    |